# Велень (Парінча, Бакеу)
Велень, Велені (рум. Văleni) — село у повіті Бакеу в Румунії. Входить до складу комуни Парінча.
Село розташоване на відстані 238 км на північ від Бухареста, 16 км на південний схід від Бакеу, 86 км на південний захід від Ясс, 137 км на північний захід від Галаца, 144 км на північний схід від Брашова.

## Населення
За даними перепису населення 2002 року у селі проживали 620 осіб, з них 619 осіб (99,8%) румунів. Усі жителі села рідною мовою назвали румунську.